# 城上町
城上町（じょうかみちょう）は、鹿児島県薩摩川内市の町。旧薩摩国高城郡高城郷城上村、高城郡高城村大字城上、薩摩郡高城町大字城上、川内市城上町。郵便番号は895-0213。人口は1,065人、世帯数は477世帯（2020年10月1日現在）。

## 地理
薩摩川内市の西部、高城川の上流域に位置している。字域の北方には阿久根市山下、鶴川内、南方には高城町、西方には陽成町、湯田町、阿久根市大川、西目、東方には東郷町藤川、田海町がそれぞれ接している。
また、字域の中央には九州新幹線が南北に通っている。博多方面に向けては城上町から出水市高尾野町柴引までを結ぶ、第三紫尾山トンネルが貫通している。この第三紫尾山トンネルは難工事が予想されていたことから、九州新幹線鹿児島ルートにおいて最初に着工された区間である。
それに沿って鹿児島県道341号吉川川内線が南北に通り、北部を鹿児島県道339号東郷西方港線が田海町から北方へ進み、薩摩川内市立吉川小学校跡地前の鹿児島県道345号下東郷阿久根線との分岐点で進路を西に変え西方町方面へ接続する。県道345号は北方に進み、阿久根市方面に接続している。南部には川薩広域農道が東西に通っている。高城川、小川、中間川、小幡川流域に水田が開けている。北方から宇都川路、吉川、下之段、下塚、中間、今村に多く集落が所在している。

### 町名の由来
城上という地名は妹背城（高城古城）の北方に位置していることに由来している。

## 歴史

### 成立から町村制施行まで
城上という地名は江戸期より見え、薩摩国高城郡高城郷（外城）のうちであった。江戸前期までは妹背城を中心に北方にあたる地域を上之村（現在の城上町）、南方にあたる地域を下之村（現在の高城町）と呼称した。
妹背城に高城郷の地頭仮屋が置かれ、付近には麓が形成され、下之村が麓村と呼ばれるようになり、上之村は城上村と呼称されるようになった。村高は「加増目録」及び「天保郷帳」では1,013石余、「旧高旧領取調帳」では1,671石余であった。

### 町村制施行以降
1889年（明治22年）に町村制が施行されたのに伴い、高城村の大字「城上」となり、1957年（昭和32年）に下東郷村が分割編入されることとなり下東郷村の大字田海の一部（喜藤太、阿手ノ木、亀割、塩水流、大浦、時吉、川越、戸川内、山下河原、六地蔵、案ノ木川原、松野、立花、野坂、村友、石田原、溝下、枇杷宇都、宇都川原、五色）が城上に編入された。1960年（昭和35年）に高城村が町制施行し、高城町の大字となった。
1965年（昭和40年）4月15日には高城町が川内市に編入された。同日に鹿児島県公報に掲載された「 字の廃止及び字の新設」により同日付を以て大字城上が廃止され、大字城上の区域を以て川内市の町「城上町」が設置された。
2004年（平成16年）10月12日に川内市、東郷町、入来町、祁答院町、樋脇町、下甑村、上甑村、鹿島村、里村が新設合併し薩摩川内市が設置された。この市町村合併に伴い設置された法定合併協議会において川内市の町・字については「現行通りとする。」と協定されたため、名称の変更は行われずに薩摩川内市の町となった。

### 字域の変遷
| 変更後           | 変更年             | 変更前                   |
| ---------------- | ------------------ | ------------------------ |
| 大字城上（編入） | 1957年（昭和32年） | 下東郷村大字田海（一部） |

## 人口
以下の表は国勢調査による小地域集計が開始された1995年以降の人口の推移である。
| 年                 | 人口  |
| ------------------ | ----- |
| 1995年（平成7年）  | 1,693 |
| 2000年（平成12年） | 1,591 |
| 2005年（平成17年） | 1,510 |
| 2010年（平成22年） | 1,414 |
| 2015年（平成27年） | 1,304 |
| 2020年（令和2年）  | 1,065 |

## 施設

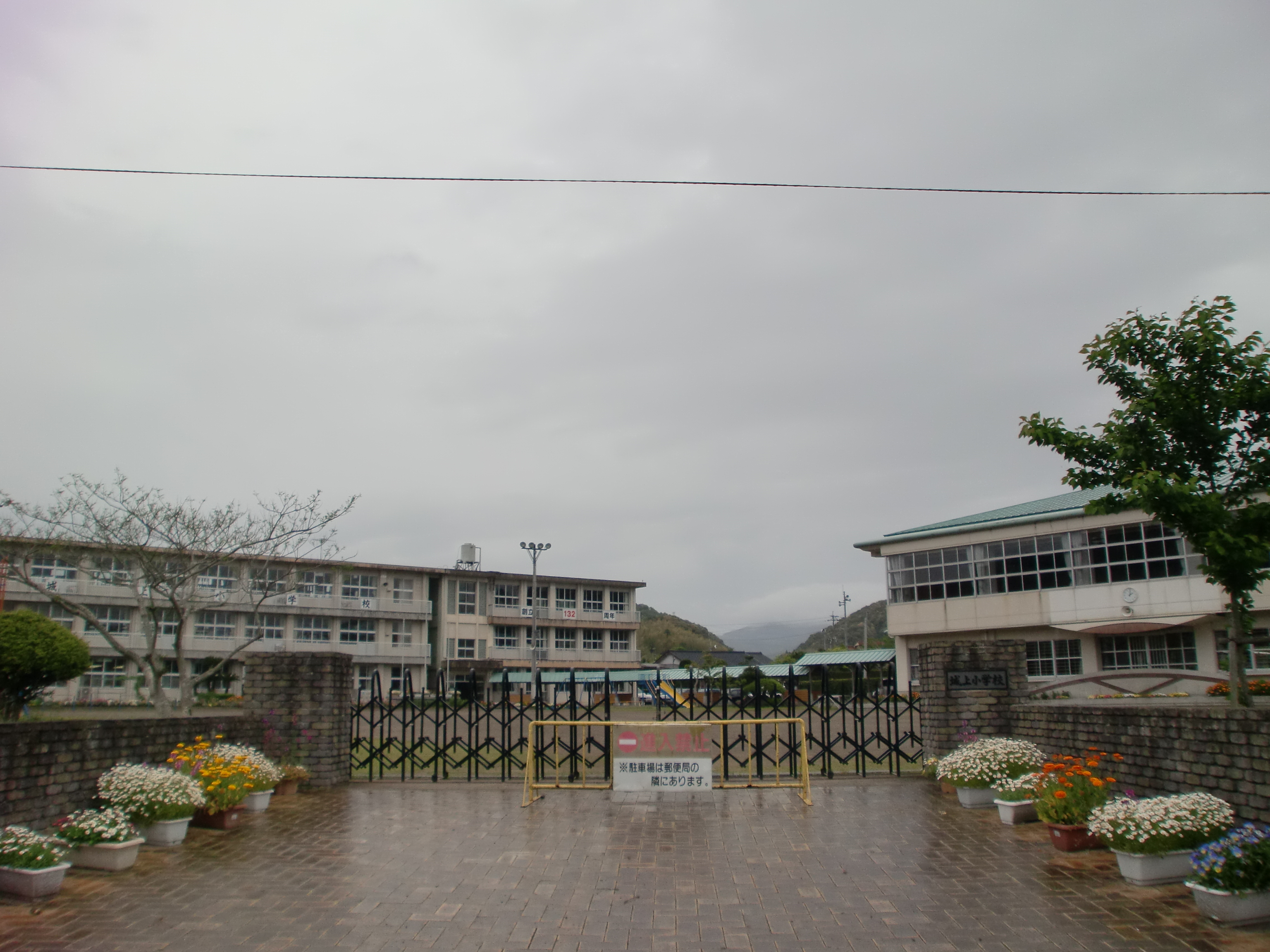
薩摩川内市立城上小学校

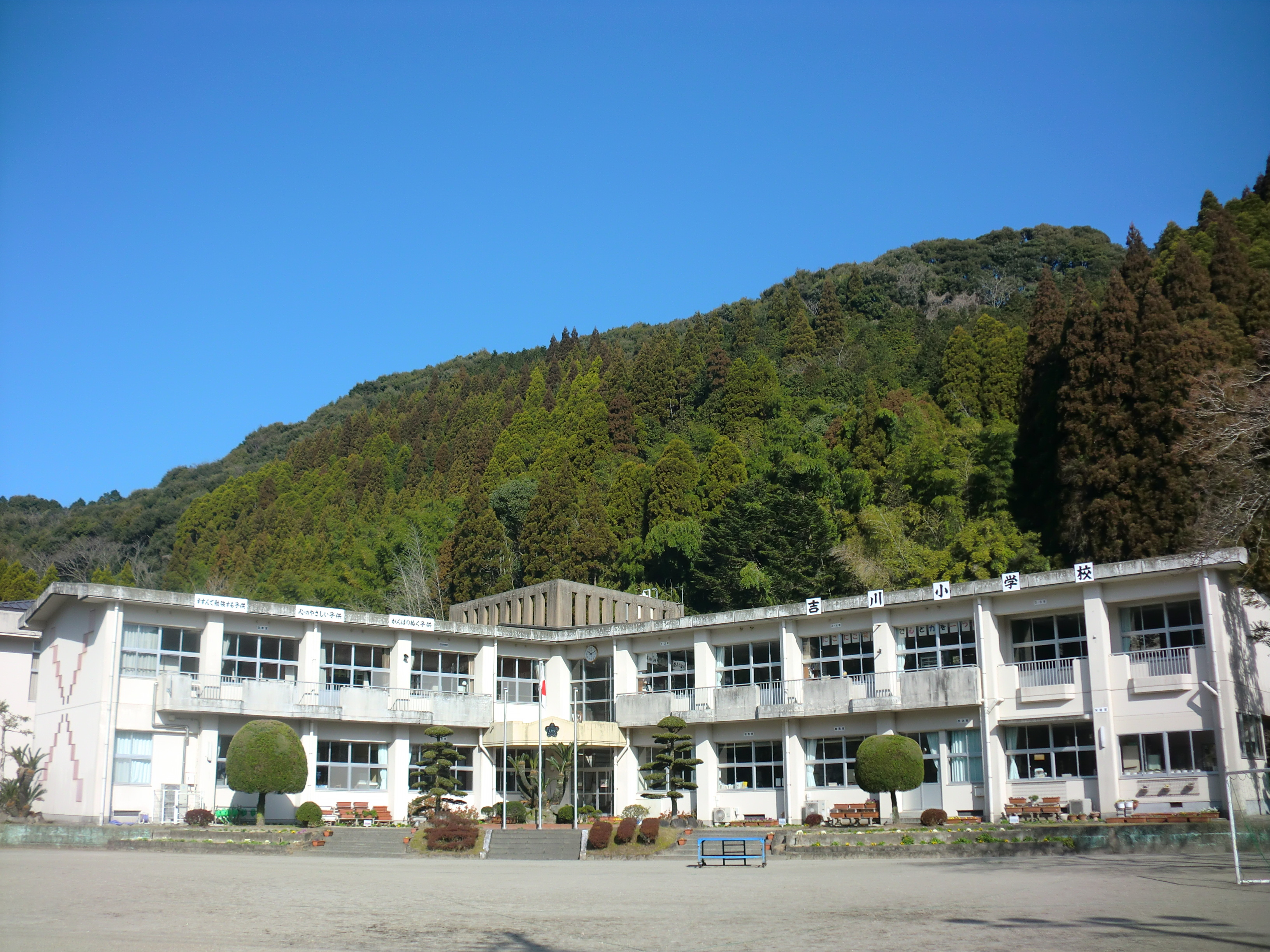
薩摩川内市立吉川小学校

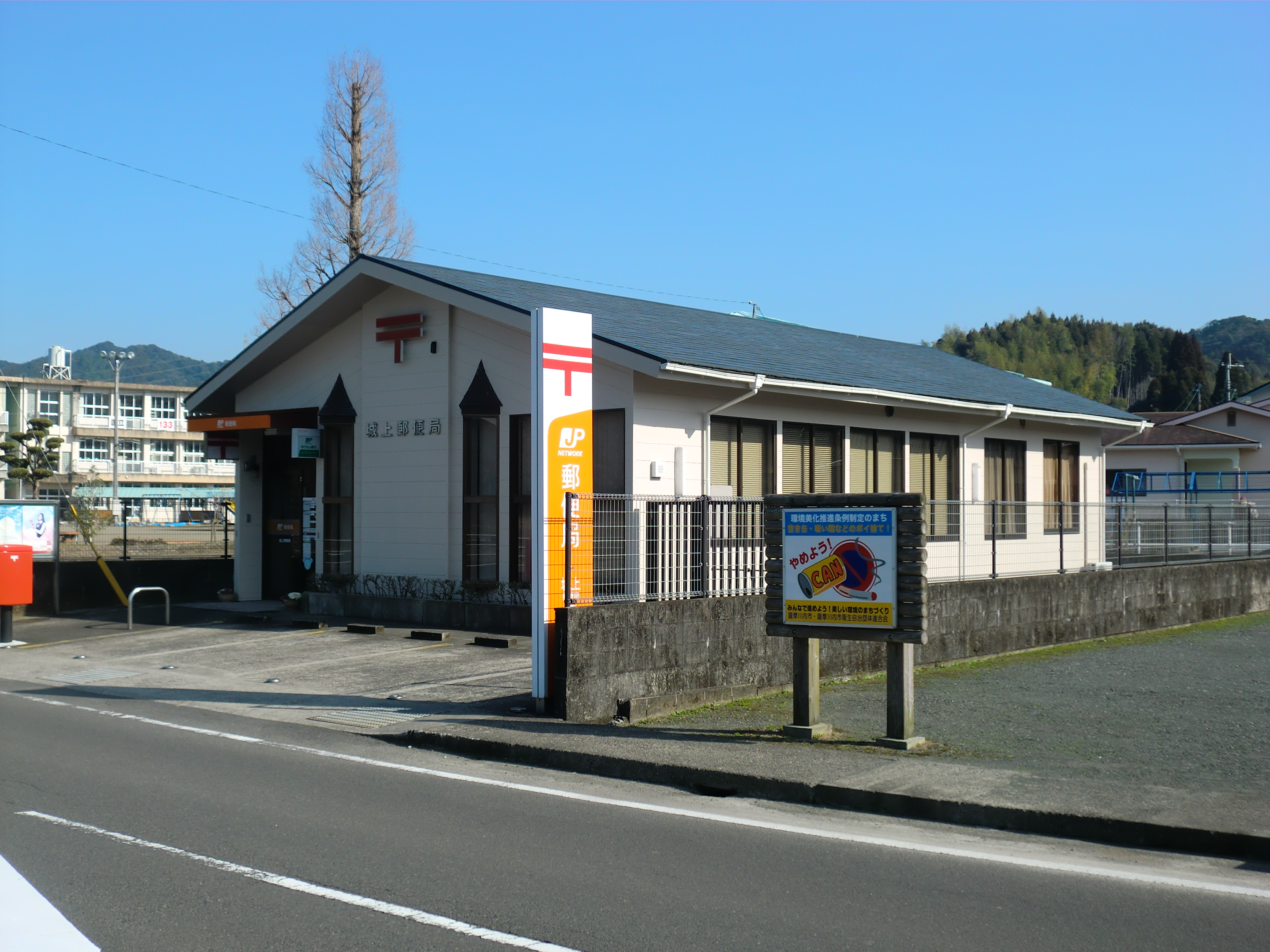
城上郵便局

### 公共
- 城上地区コミュニティセンター

### 教育
- 薩摩川内市立平成中学校
- 薩摩川内市立城上小学校
- 薩摩川内市立吉川小学校（2015年城上小へ統合）
- 薩摩川内市立城上幼稚園

### 郵便局
- 城上郵便局

### 寺社
- 源光寺
- 春日神社

## 小・中学校の学区
市立小・中学校に通う場合、学区（校区）は以下の通りとなる。
| 町丁   | 小字 | 小学校                 | 中学校                 |
| ------ | ---- | ---------------------- | ---------------------- |
| 城上町 | 全域 | 薩摩川内市立城上小学校 | 薩摩川内市立平成中学校 |

## 交通

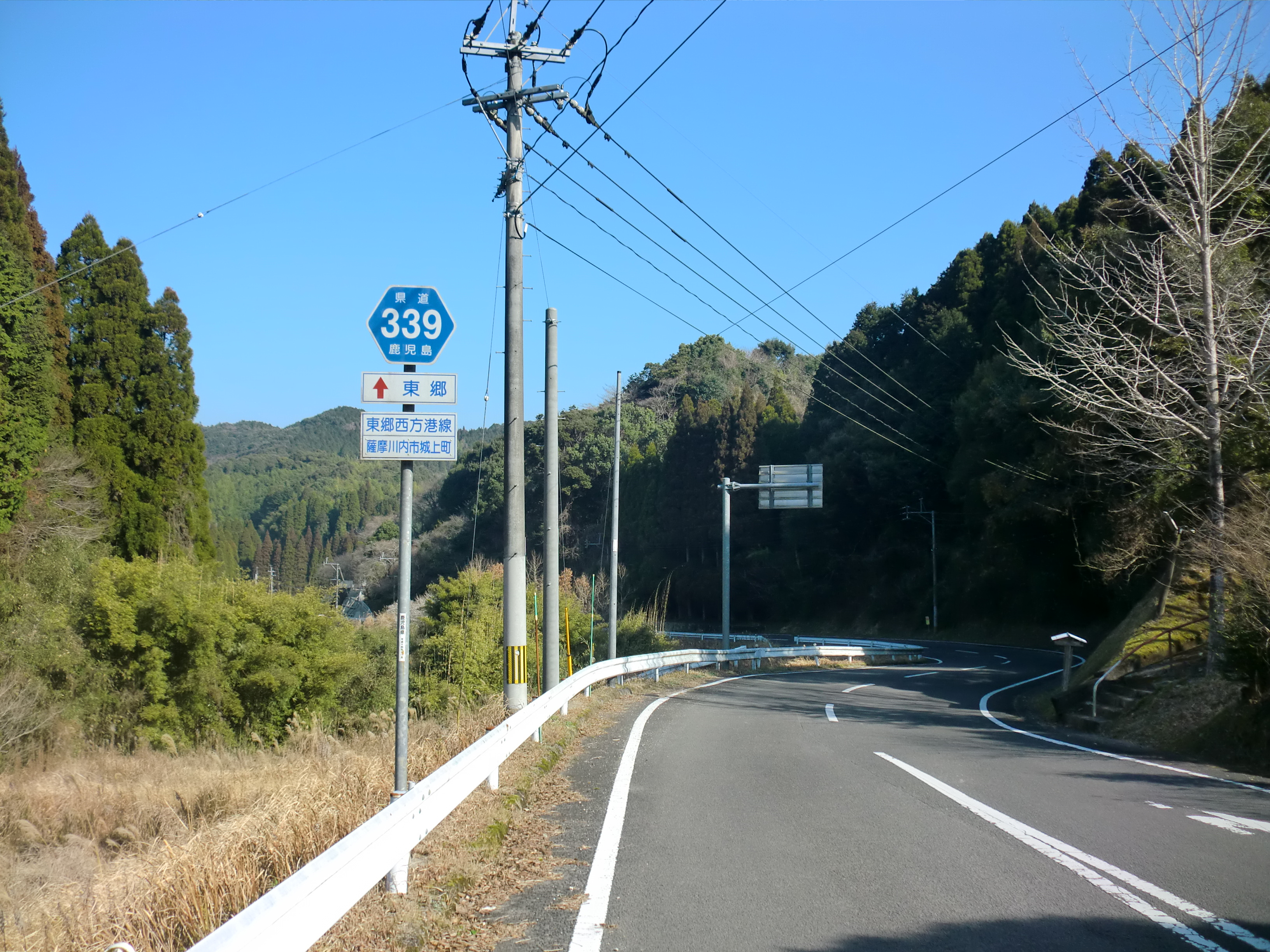
県道339号東郷西方港線

### 道路
一般県道
- 鹿児島県道339号東郷西方港線
- 鹿児島県道341号吉川川内線
- 鹿児島県道345号下東郷阿久根線